# Bílý Kámen
Bílý Kámen là một làng thuộc huyện Jihlava, vùng Vysočina, Cộng hòa Séc.